# Superlicença FIA
A Superlicença FIA (em inglês: FIA Super Licence) é uma qualificação permitindo que o titular da licença possa competir no Campeonato Mundial de Formula 1 como piloto. Essa licença é emitida aos condutores que tenham cumprido os critérios de sucesso nas categorias de base, ou em circunstâncias excepcionais, aqueles que não alcançaram esses critérios mas têm demonstrado "capacidade excepcional em carros de fórmula" e alcançou 300 quilômetros (190 milhas) a bordo de um carro de Fórmula 1.

## Requisitos
Para se qualificar para uma Superlicença FIA Racing, o candidato deve atender aos requisitos do Código Esportivo Internacional da FIA, Apêndice L, Artigo 5.
A partir de 2024, o artigo afirma:
1. Idade mínima de 17 anos no início de sua primeira competição de F1.
2. Um titular existente de uma licença de competição internacional de grau A.
3. Um titular de uma carta de condução válida.[a]
4. Passar em um teste teórico da FIA sobre conhecimento dos códigos e regulamentos esportivos da F1 ao se inscrever pela primeira vez.[b]
5. Completou pelo menos 80% de cada uma das duas temporadas completas de qualquer um dos Campeonatos de monopostos relatados no Suplemento 1 do regulamento.
6. Acumulou pelo menos 40 pontos nas três temporadas anteriores em qualquer combinação dos campeonatos relatados no Suplemento 1 do regulamento.

Desde que um motorista tenha anteriormente uma superlicença, ele não precisa atender a estes requisitos:
- Um motorista que tenha uma superlicença válida para qualquer uma das três temporadas anteriores é elegível para uma nova licença.
- Se o piloto já tiver uma superlicença, mas não tiver uma licença válida nos três anos anteriores, a emissão está sujeita à conclusão de 300 km em velocidades de corrida em carro de F1 representativo em não mais de dois dias, seja como parte de um teste certificado por uma autoridade nacional de regata ou como parte de uma sessão oficial de F1. Isso deve ser concluído no máximo 180 dias antes de sua aplicação.[1]

Em 2020, em resposta à pandemia de COVID-19, o requisito 6 foi alterado, se a janela de três temporadas incluir o ano de 2020, as três temporadas com maior pontuação das quatro temporadas anteriores devem ser contadas. Se um piloto acumulou pelo menos 30 pontos e está atualmente competindo em qualquer um dos Campeonatos relatados no Suplemento 1 e não conseguiu acumular os 40 pontos devido a “circunstâncias fora de seu controle ou motivos de força maior”, a licença pode ser concedida a critério da FIA.
A partir de 15 de dezembro de 2021, os pontos de Superlicença do Suplemento 1, que também se enquadram na regra dos 80%, são concedidos de acordo com a tabela a seguir:
| Categoria                                                                                 | Classificação no campeonato | Classificação no campeonato | Classificação no campeonato | Classificação no campeonato | Classificação no campeonato | Classificação no campeonato | Classificação no campeonato | Classificação no campeonato | Classificação no campeonato | Classificação no campeonato |
| Categoria                                                                                 | 1.º                         | 2.º                         | 3.º                         | 4.º                         | 5.º                         | 6.º                         | 7.º                         | 8.º                         | 9.º                         | 10.º                        |
| ----------------------------------------------------------------------------------------- | --------------------------- | --------------------------- | --------------------------- | --------------------------- | --------------------------- | --------------------------- | --------------------------- | --------------------------- | --------------------------- | --------------------------- |
| Campeonato de Fórmula 2 da FIA                                                            | 40                          | 40                          | 40                          | 30                          | 20                          | 10                          | 8                           | 6                           | 4                           | 3                           |
| IndyCar Series                                                                            | 40                          | 30                          | 20                          | 10                          | 8                           | 6                           | 4                           | 3                           | 2                           | 1                           |
| Campeonato de Fórmula 3 da FIA                                                            | 30                          | 25                          | 20                          | 15                          | 12                          | 9                           | 7                           | 5                           | 3                           | 2                           |
| Fórmula E                                                                                 | 30                          | 25                          | 20                          | 10                          | 8                           | 6                           | 4                           | 3                           | 2                           | 1                           |
| Campeonato Mundial de Endurance da FIA HYPERCAR                                           | 30                          | 24                          | 20                          | 16                          | 12                          | 10                          | 8                           | 6                           | 4                           | 2                           |
| Campeonato de Fórmula Regional Europeia                                                   | 25                          | 20                          | 15                          | 10                          | 7                           | 5                           | 3                           | 2                           | 1                           | 0                           |
| Super Fórmula Japonesa                                                                    | 25                          | 20                          | 15                          | 10                          | 7                           | 5                           | 3                           | 2                           | 1                           | 0                           |
| Campeonato Mundial de Endurance da FIA LMP2                                               | 20                          | 16                          | 12                          | 10                          | 8                           | 6                           | 4                           | 2                           | 0                           | 0                           |
| Super GT GT500                                                                            | 20                          | 16                          | 12                          | 10                          | 7                           | 5                           | 3                           | 2                           | 1                           | 0                           |
| Campeonato de Fórmula Regional Asiática                                                   | 18                          | 14                          | 12                          | 10                          | 6                           | 4                           | 3                           | 2                           | 1                           | 0                           |
| Campeonato de Fórmula Regional das Américas                                               | 18                          | 14                          | 12                          | 10                          | 6                           | 4                           | 3                           | 2                           | 1                           | 0                           |
| Campeonato de Fórmula Regional Japonesa                                                   | 18                          | 14                          | 12                          | 10                          | 6                           | 4                           | 3                           | 2                           | 1                           | 0                           |
| Eurocopa de Fórmula Renault (folded 2020, expires post-2023)                              | 18                          | 14                          | 12                          | 10                          | 6                           | 4                           | 3                           | 2                           | 1                           | 0                           |
| IMSA Prototypes                                                                           | 18                          | 14                          | 10                          | 8                           | 6                           | 4                           | 2                           | 1                           | 0                           | 0                           |
| Deutsche Tourenwagen Masters                                                              | 15                          | 12                          | 10                          | 7                           | 5                           | 3                           | 2                           | 1                           | 0                           | 0                           |
| Taça do Mundo de Carros de Turismo da FIA                                                 | 15                          | 12                          | 10                          | 7                           | 5                           | 3                           | 2                           | 1                           | 0                           | 0                           |
| NASCAR Cup Series                                                                         | 15                          | 12                          | 10                          | 7                           | 5                           | 3                           | 2                           | 1                           | 0                           | 0                           |
| Indy Lights                                                                               | 15                          | 12                          | 10                          | 7                           | 5                           | 3                           | 2                           | 1                           | 0                           | 0                           |
| W Series                                                                                  | 15                          | 12                          | 10                          | 7                           | 5                           | 3                           | 2                           | 1                           | 0                           | 0                           |
| Euroformula Open                                                                          | 15                          | 12                          | 10                          | 7                           | 5                           | 3                           | 2                           | 1                           | 0                           | 0                           |
| Super Formula Lights                                                                      | 15                          | 12                          | 10                          | 7                           | 5                           | 3                           | 2                           | 1                           | 0                           | 0                           |
| Campeonatos de Fórmula 4                                                                  | 12                          | 10                          | 7                           | 5                           | 3                           | 2                           | 1                           | 0                           | 0                           | 0                           |
| Campeonato Mundial de Endurance da FIA LMGTE Pro                                          | 12                          | 10                          | 7                           | 5                           | 3                           | 2                           | 1                           | 0                           | 0                           | 0                           |
| Asian Le Mans Series Prototypes                                                           | 10                          | 8                           | 6                           | 4                           | 2                           | 0                           | 0                           | 0                           | 0                           | 0                           |
| European Le Mans Series Prototypes                                                        | 10                          | 8                           | 6                           | 4                           | 2                           | 0                           | 0                           | 0                           | 0                           | 0                           |
| Campeonato Mundial de Endurance da FIA LMGTE Am                                           | 10                          | 8                           | 6                           | 4                           | 2                           | 0                           | 0                           | 0                           | 0                           | 0                           |
| IMSA GTD Pro                                                                              | 10                          | 8                           | 6                           | 4                           | 2                           | 0                           | 0                           | 0                           | 0                           | 0                           |
| Campeonato de Fórmula Regional Asiática Série de inverno (folded 2019, expires post-2022) | 10                          | 7                           | 5                           | 3                           | 1                           | 0                           | 0                           | 0                           | 0                           | 0                           |
| Campeonatos Nacionais de Fórmula 3                                                        | 10                          | 7                           | 5                           | 3                           | 1                           | 0                           | 0                           | 0                           | 0                           | 0                           |
| Indy Pro 2000 Championship                                                                | 10                          | 7                           | 5                           | 3                           | 1                           | 0                           | 0                           | 0                           | 0                           | 0                           |
| NASCAR Xfinity Series                                                                     | 10                          | 7                           | 5                           | 3                           | 1                           | 0                           | 0                           | 0                           | 0                           | 0                           |
| Toyota Racing Series                                                                      | 10                          | 7                           | 5                           | 3                           | 1                           | 0                           | 0                           | 0                           | 0                           | 0                           |
| International GT3 Series                                                                  | 6                           | 4                           | 2                           | 0                           | 0                           | 0                           | 0                           | 0                           | 0                           | 0                           |
| Campeonato Mundial de Kart Senior                                                         | 4                           | 3                           | 2                           | 1                           | 0                           | 0                           | 0                           | 0                           | 0                           | 0                           |
| FIA Karting Continental Championships Senior                                              | 3                           | 2                           | 1                           | 0                           | 0                           | 0                           | 0                           | 0                           | 0                           | 0                           |
| Campeonato Mundial de Kart Junior                                                         | 3                           | 2                           | 1                           | 0                           | 0                           | 0                           | 0                           | 0                           | 0                           | 0                           |
| FIA Karting Continental Championships Junior                                              | 2                           | 1                           | 0                           | 0                           | 0                           | 0                           | 0                           | 0                           | 0                           | 0                           |
| Fonte:                                                                                    |                             |                             |                             |                             |                             |                             |                             |                             |                             |                             |

## Preço da licença
A FIA cobra do titular da licença uma taxa anual. De acordo com um relatório da BBC, o custo de um superlicença subiram em média £ 8,700 em 2009, e havia uma taxa extra de € 2.100 por ponto ganho em 2008 — um aumento de € 447 por ponto em 2007. Em 2010, Lewis Hamilton pagaria £ 242.000 para sua licença para a temporada.
Reduzir o custo da superlicença representou uma mudança política significativa para o então presidente da FIA, Max Mosley, que escreveu para pilotos de Fórmula 1 em fevereiro de 2009, sugerindo que eles "corram em outro lugar se eles foram incapazes de pagar por suas licenças." Após Mosley reunir-se com representantes das Grand Prix Drivers' Association (GPDA) em 23 de março de 2009, a FIA emitiu um comunicado: "Na sequência de uma reunião muito positiva entre o presidente da FIA, Max Mosley e representantes das Grand Prix Drivers' Association (GPDA), uma proposta será feita ao Conselho Mundial de Automobilismo de rever as taxas de superlicença para os pilotos no campeonato de 2010 ".
Em novembro de 2012, no entanto, a FIA anunciou que iria novamente aumentar o custo da licença. De acordo com o chefe da McLaren, Martin Whitmarsh, o aumento proposto conduziria a uma taxa básica de € 10.000 (12.800 dólares americanos) para a superlicença além de € 1.000 (US$ 1280) para cada ponto de campeonato mundial.
Campeão da temporada de 2009, Jenson Button, opôs e expressou a sua posição de que todos os atuais pilotos de F1 deve pagar a mesma taxa fixa para seus superlicença:
| “ | Particularmente, eu não acho que nós deveríamos estar pagando diferentes taxas pela superlicença para pilotos diferentes e situações diferentes de pontuação. Quero dizer, quando você adquiri a sua licença para dirigir na estrada, se você andar por mais quilômetros você não paga mais por isso, não é? E você não paga a mais por uma licença em qualquer outra categoria, porque você tem um carro melhor ou o que quer que seja, por isso deve ser uma taxa fixa. | ” |

Em 2009, o total de custos de licenciamento de Button foi de aproximadamente € 1 milhão (US$ 1.28M).

## Nacionalidade
A nacionalidade que aparece na licença de corrida é o mesmo que aparece no passaporte do piloto. Isso não é necessariamente o mesmo que o país que emite a licença de corrida. Um francês vivendo na Alemanha pode competir com uma licença alemã, mas a nacionalidade exibida ainda seria francesa. A fim de competir como o alemão, o motorista precisa ter nacionalidade alemã também. Os condutores com cidadania múltipla escolhem sua nacionalidade "oficial".